# پینتد هیلز (ایندیانا)
پینتد هیلز (به انگلیسی: Painted Hills) یک منطقهٔ مسکونی در ایالات متحده آمریکا است که در ایندیانا واقع شده‌است. پینتد هیلز ۶۷۷ نفر جمعیت دارد و ۲۲۰ متر بالاتر از سطح دریا واقع شده‌است.